# Нан-Ми-Токи
Нан-Ми-Токи (порт. Não-Me-Toque)  —  муниципалитет в Бразилии, входит в штат Риу-Гранди-ду-Сул. Составная часть мезорегиона Северо-запад штата Риу-Гранди-ду-Сул. Входит в экономико-статистический  микрорегион Нан-Ми-Токи. Население составляет 15 255 человек на 2006 год. Занимает площадь 361,670 км². Плотность населения — 42,2 чел./км².

## История
Город основан 18 декабря 1954 года.

## Статистика
- Валовой внутренний продукт на 2003 составляет 345.370.311,00 реалов (данные: Бразильский институт географии и статистики).
- Валовой внутренний продукт на душу населения на 2003 составляет 23.227,54 реалов (данные: Бразильский институт географии и статистики).
- Индекс развития человеческого потенциала на 2000 составляет 0,833 (данные: Программа развития ООН).

## География
Климат местности: субтропический гумидный.